# Alaptus tritrichosus
Alaptus tritrichosus är en stekelart som beskrevs av Malac 1947. Alaptus tritrichosus ingår i släktet Alaptus och familjen dvärgsteklar. Inga underarter finns listade i Catalogue of Life.